# Strophius
Strophius là một chi nhện trong họ Thomisidae.